# Вільгельм фон Шонбург-Вальденбург
Принц Вільгельм фон Шонбург-Вальденбург (нім. Wilhelm Prinz von Schönburg-Waldenburg; 3 квітня 1913, замок Гутеборн, Гутеборн, Німецька імперія — 11 червня 1944, Парфурю-сюр-Одон, Франція) — німецький офіцер, оберстлейтенант вермахту. Кавалер Лицарського хреста Залізного хреста.

## Біографія
Представник давнього саксонського роду, відомого з 1161 року. Молодший (п'ятий) син принца Ульріха VI фон Шонбург-Вальденбурга (1869–1939) і його дружини Пауліни, уродженої принцеси цу Левенштайн-Вертгайм-Фройденберг (1881–1945). В 1942 році Вільгельм і його старший син Ульріх були всиновлені його тіткою княгинею Анною Луїзою фон Шварцбург.
З 1938 року — командир 1-ї роти 31-го танкового полку. З 1940 року — ад'ютант свого полку. В тому ж році знову призначений командиром 1-ї роти свого полку. Відзначився під час Балканської кампанії. З вересня 1941 року — командир 1-ї роти навчального танкового полку «Вюнсдорф». В червні 1942 року відправлений в резерв ОКГ. З 1 вересня 1942 року — командир 2-го дивізіону 39-го танкового полку. В лютому 1943 року поранений. З 1 квітня 1943 року командир 1-го дивізіону навчального танкового полку «Вюнсдорф», з листопада 1943 року — 2-го дивізіону 130-го навчального танкового полку. Загинув у бою.

## Сім'я
27 вересня 1939 року одружився з принцесою Марією Елізабет цу Штольберг-Россла. В пари народились 2 сини:
- Ульріх VII (9 жовтня 1940, Дрезден) — 6-й князь фон Шонбург-Вальденбург, теперішній голова роду.
- Вольф Крістоф (3 квітня 1943, Дрезден)

## Звання
- Лейтенант (20 квітня 1935)
- Оберлейтенант (1 серпня 1938)
- Гауптман (1 березня 1941)
- Майор (1 лютого 1943)
- Оберстлейтенант (1 червня 1944)

## Нагороди
- Медаль «За вислугу років у Вермахті» 4-го класу (4 роки)
- Залізний хрест
  - 2-го класу (15 травня 1940)
  - 1-го класу (12 червня 1940)
- Нагрудний знак «За танкову атаку» в сріблі
- Лицарський хрест Залізного хреста (18 травня 1941)